# Na glinianych nogach
Treść tego artykułu może nie być zgodna z zasadami neutralnego punktu widzenia.
Dokładniejsze informacje o tym, co należy poprawić, być może znajdują się w dyskusji tego artykułu.
 Po wyeliminowaniu niedoskonałości należy usunąć szablon {{Dopracować}} z tego artykułu.
Na glinianych nogach (ang. Feet of Clay) – humorystyczna powieść fantasy Terry’ego Pratchetta, wydana w 1996 r. (wydanie polskie Prószyński i S-ka 2004, ISBN 83-7337-719-0). Jest to dziewiętnasta część cyklu Świat Dysku, zaliczana do podcyklu o Straży Miejskiej.
Bohaterami powieści po raz trzeci z rzędu w cyklu Świata Dysku będą strażnicy miejscy z Ankh-Morpork (grodzie tysięcy niespodzianek, zgodnie z przewodnikiem gildii kupców). Tym razem komendant Samuel Vimes (aktualnie dżentelmen, ale wolałby o tym nie mówić) wraz z całą brygadą będzie musiał uporać się z wieloma zagadkami – otruciem patrycjusza, tajemniczymi morderstwami staruszków oraz spiskowaniem golemów. Jakby było tego mało, Nobby dowiaduje się o swoim rzekomo szlachetnym pochodzeniu, do straży dochodzi krasnoludka imieniem Cudo Tyłeczek, a pewien Smok Herbowy Królewski miesza w historii za pomocą pióra i odrobiny inkaustu...